# José Miguel Paulino
José Miguel Paulino (* 11. November 1997) ist ein dominikanischer Leichtathlet, der sich auf den Zehnkampf spezialisiert hat und in dieser Disziplin aktuell Inhaber des Landesrekordes ist.

## Sportliche Laufbahn
Erste internationale Erfahrungen sammelte José Miguel Paulino im Jahr 2016, als er bei den U20-Panamerika-Mehrkampfmeisterschaften in Ottawa mit 6581 Punkten die Silbermedaille im Zehnkampf gewann. Im Jahr darauf musste er seinen Wettkampf bei den NACAC-Mehrkampfmeisterschaften in Toronto vorzeitig beenden und 2018 belegte er bei den Zentralamerika- und Karibikspielen in Barranquilla mit 6779 Punkten den sechsten Platz. 2022 gewann er bei den Juegos Bolivarianos in Valledupar mit 7452 Punkten die Bronzemedaille hinter dem Ecuadorianer Andy Preciado und Gerson Izaguirre aus Venezuela. Zudem sicherte er sich dort in 3:08,11 min auch die Bronzemedaille mit der dominikanischen 4-mal-400-Meter-Staffel hinter den Teams aus Kolumbien und Venezuela. Im Jahr darauf belegte er bei den Zentralamerika- und Karibikspielen in San Salvador mit neuem Landesrekord von 7762 Punkten den vierten Platz und gelangte dann bei den Panamerikanischen Spielen in Santiago de Chile mit 7588 Punkten ebenfalls auf Rang vier.
2023 wurde Paulino dominikanischer Meister im Weitsprung.

## Persönliche Bestleistungen
- Weitsprung: 7,54 m (−0,1 m/s), 30. Oktober 2023 in Santiago de Chile
- Zehnkampf: 7762 Punkte, 4. Juli 2023 in San Salvador